# Jacob Boreel

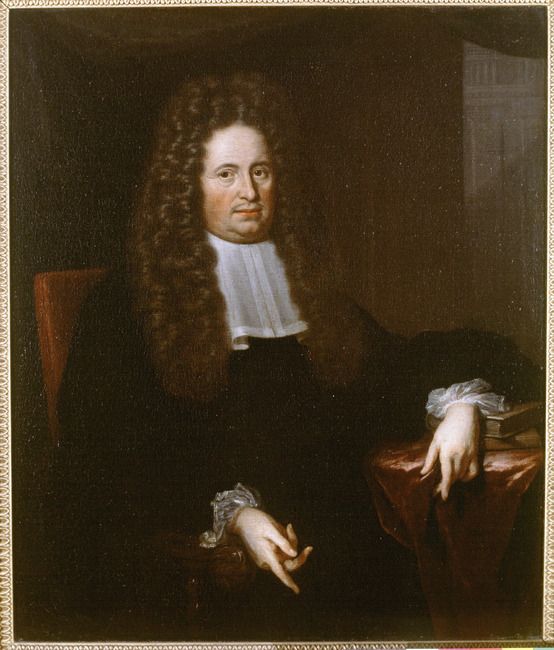
Jacob Boreel (1630–1697) (Arnold Boonen)

Jacob Boreel (* 1. April 1630 in Amsterdam; † 21. August 1697 in Velsen) war ein holländischer Aristokrat, Diplomat und Staatsmann. Er führte die Titel Ritter, Vrijheer von Duinbeek, Westhoven, St. Aecht und Meerestein.

## Biografie
Siehe auch: Regent von Amsterdam
Jacob Boreel entstammte der Familie der Boreels. Seine Eltern waren der englische Peer Willem Boreel und Jacoba Carel (1607–1657). Boreel wurde im Jahre 1661 erstmals Schepen der Stadt Amsterdam. 1665 war er nebst Nicolaes Witsen als Gesandter in Moskau tätig. Im Jahre 1667 heiratete er Isabella Coymans (1647–1705). Dieser Ehe entstammte Willem Boreel. Als Ratsherr der Stadt war er zwischen den Jahren 1668 und 1697 tätig. In den Jahren 1678 und 1681 war er niederländischer Gesandter in Paris. Boreel hatte in brieflichem Kontakt zu Johan de Witt, Christian Huygens und Pieter de Graeff gestanden.
Als einflussreicher Diplomat wurde Boreel zu den Friedensschlüssen der Republik beim Frieden von Nimwegen entsandt. Im Jahre 1680 wurde er Ratsherr in den Generalstaaten. Zwischen den Jahren 1681 und 1681 war Boreel Mitglied der Amsterdamer Vroedschap und Schout der Stadt. 1689 wurde er zu einem der Direktoren der Sozietät von Suriname bestellt. Seine Amtszeiten als Bürgermeister fielen in die Jahre 1691, 1693, 1695 und 1697. 1697 war er auf niederländischer Seite beim Frieden von Rijswijk anwesend. Kurz vor seinem Tod wurde Boreel erneut niederländischer Gesandter in Paris.